# Бомте
Бомте (нім. Bohmte) — громада в Німеччині, розташована в землі Нижня Саксонія. Входить до складу району Оснабрюк.
Площа — 110,75 км2. Населення становить 12 741 ос. (станом на 31 грудня 2021).